# Konstantin IV
Konstantin IV, född 649, död 685, var bysantinsk kejsare från 668 till sin död. Son till Konstans II. Far till Justinianus II.
Konstantin IV utropades till medkejsare 654 vid sidan av sin far och efterträdde fadern sedan denne mördats 668.
674 skickade araberna ut en flotta och belägrade Konstantinopel samtidigt som slaver attackerade Thessaloniki. Belägringen varade ända till 678 då den bysantinska flottan kunde besegra den arabiska i slaget vid Syllaeum, en av de första gångerna som den nyuppfunna grekiska elden användes i strid. Den arabiska flottan drogs tillbaka samtidigt som arabernas räder i Mindre Asien stoppades.
680 sammankallade Konstantin det sjätte ekumeniska konciliet (även känt som det tredje konciliet i Konstantinopel) som på nytt bekräftade konciliet i Chalkedons lärosatser, vilket löste den kontrovers som utlösts av monotheletismen vars anhängare marginaliserades sedan kalifatet erövrat deras territorier.
Senare samma år led Konstantin ett svårt nederlag mot bulgarerna vid Donau och tvingades följande år erkänna det bulgariska kejsardömet.
Konstantin lät stympa sina bröder tillika medkejare Herkleios och Tiberius 684. Då Konstantin IV avled i dysenteri 685 efterträddes han av sin son Justinianus II.